# Woody Island (Table Bay)
Woody Island is een klein onbewoond eiland in de Canadese provincie Newfoundland en Labrador. Het ligt aan de oostkust van Labrador en heeft belang als broedkolonie van eidereenden.

## Naam
De Canadese overheid legde de naam van Woody Island officieel vast in het jaar 1992. De naam verwijst naar het feit dat het kleine eiland een bosje heeft. Dit in tegenstelling tot het dichtbijgelegen Grassy Island, dat gelijktijdig haar naam toebedeeld kreeg.

## Geografie
Woody Island ligt in het uiterste westen van de Table Bay, een relatief grote baai van de Labradorzee aan de oostkust van Labrador. Het eiland heeft een oppervlakte van ongeveer 5 hectare. Het meet 400 meter langs zijn noord-zuidas en heeft een maximale breedte van 150 meter. Woody Island is relatief vlak en bestaat uit een afwisseling van bebossing en grasland.
Het ligt centraal in de noordelijke toegang tot de Table Harbour, op anderhalve kilometer ten oosten van Suglo Point en anderhalve kilometer ten westen van het grote Ledge Island. Het kleine Grassy Island ligt iets minder dan een kilometer verder noordoostwaarts.

## Vogelkolonie
Het eiland ligt in de Table Bay, die tezamen met omliggend gebied erkend is als een Important Bird Area, vooral vanwege de jaarlijkse aanwezigheid van broedende eiders en ruiende brilzee-eenden. Van de meer dan dertig eiderkolonies in de wijde omgeving, huisvest Woody Island bij verre de grootste. Volgens een telling in zomer van 1980 huisvestte het naar schatting 675 broedparen. Dat komt neer op een kwart van alle broedparen in de regio tussen de Table Bay en Spotted Island.

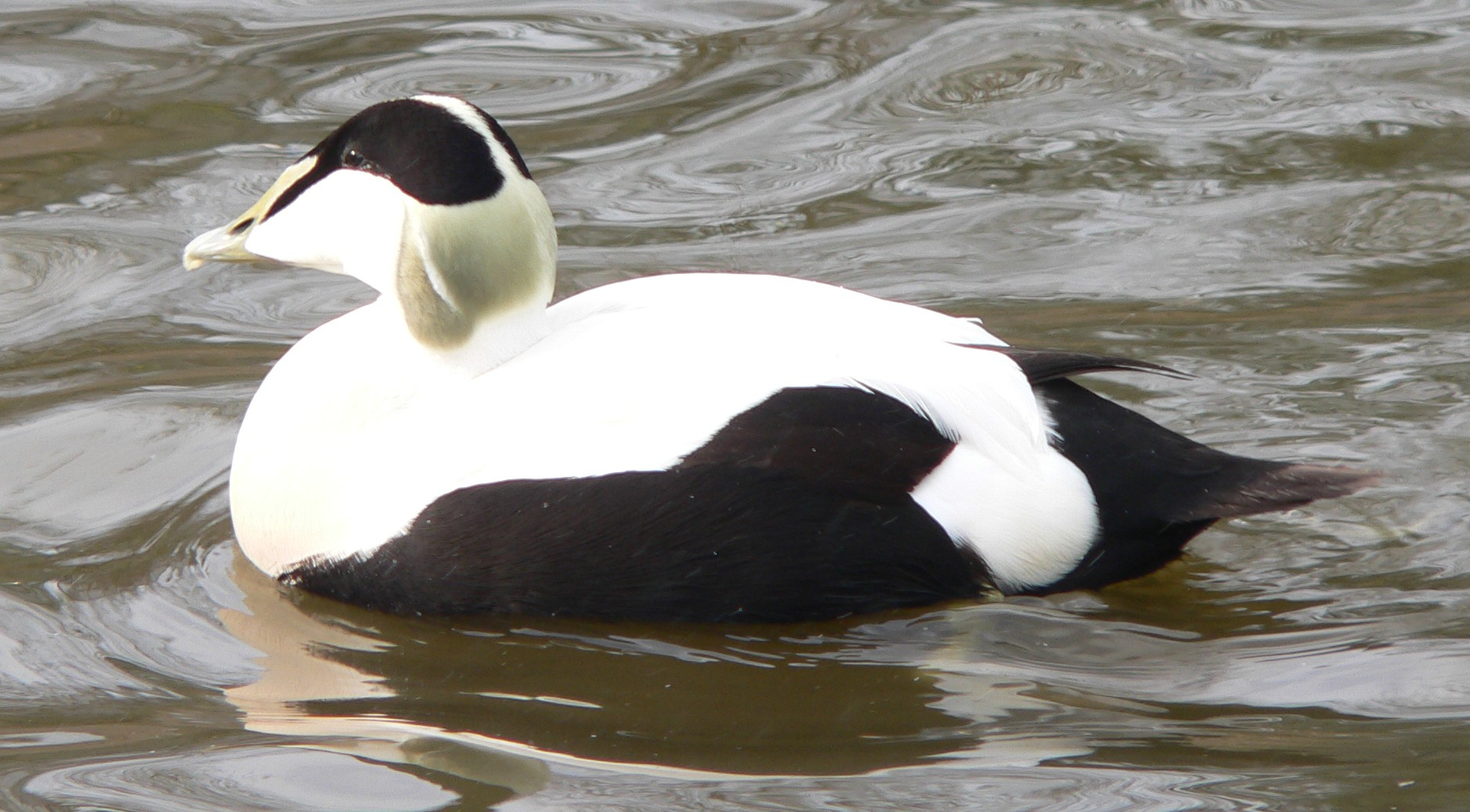
Een mannelijke eidereend in zijn zomerverenkleed